# Mal (plaats)
Mal is een dorp in de Belgische provincie Limburg en een deelgemeente van Tongeren-Borgloon gelegen in  Haspengouw, aan de Jeker. Mal was een zelfstandige gemeente tot aan de gemeentelijke herindeling van 1977.

## Toponymie
Mal werd voor het eerst schriftelijk vermeld in 1111 als Malla, hetgeen verwijst naar een vergader- of dingplaats.

## Geschiedenis
Vondsten uit de Romeinse tijd, zoals een Romeinse villa en een tumulus, zijn bewijzen van bewoning in deze tijd, toen de heerbaan van Bavai over Tongeren naar Keulen liep door dit gebied. 
In de Middeleeuwen was dit gebied in bezit van het Prinsbisdom Luik, terwijl de familie van Elderen er eveneens leengoederen bezat.
De Kruisvindingsparochie was in de 9e en 10e eeuw een hulpkerk van de parochie van Tongeren, maar was in de 13e eeuw al een zelfstandige parochie, die over een romaanse kerk beschikte. Het tiendrecht en patronaatsrecht waren in handen van het Onze-Lieve-Vrouwekapittel van Tongeren. In 1845 werd de romaanse kerk afgebroken en kwam er het huidige, neogotische, gebouw voor in de plaats.
Iets ten noorden van het eigenlijke kerkdorp bevindt zich het gehucht Klein-Mal, in het noorden en het westen grenst dit gehucht aan het Landschapspark van de Oostelijke Jeker.

## Demografische ontwikkeling
- Bronnen:NIS, Opm:1831 tot en met 1970=volkstellingen; 1976 = inwoneraantal op 31 december

## Bezienswaardigheden

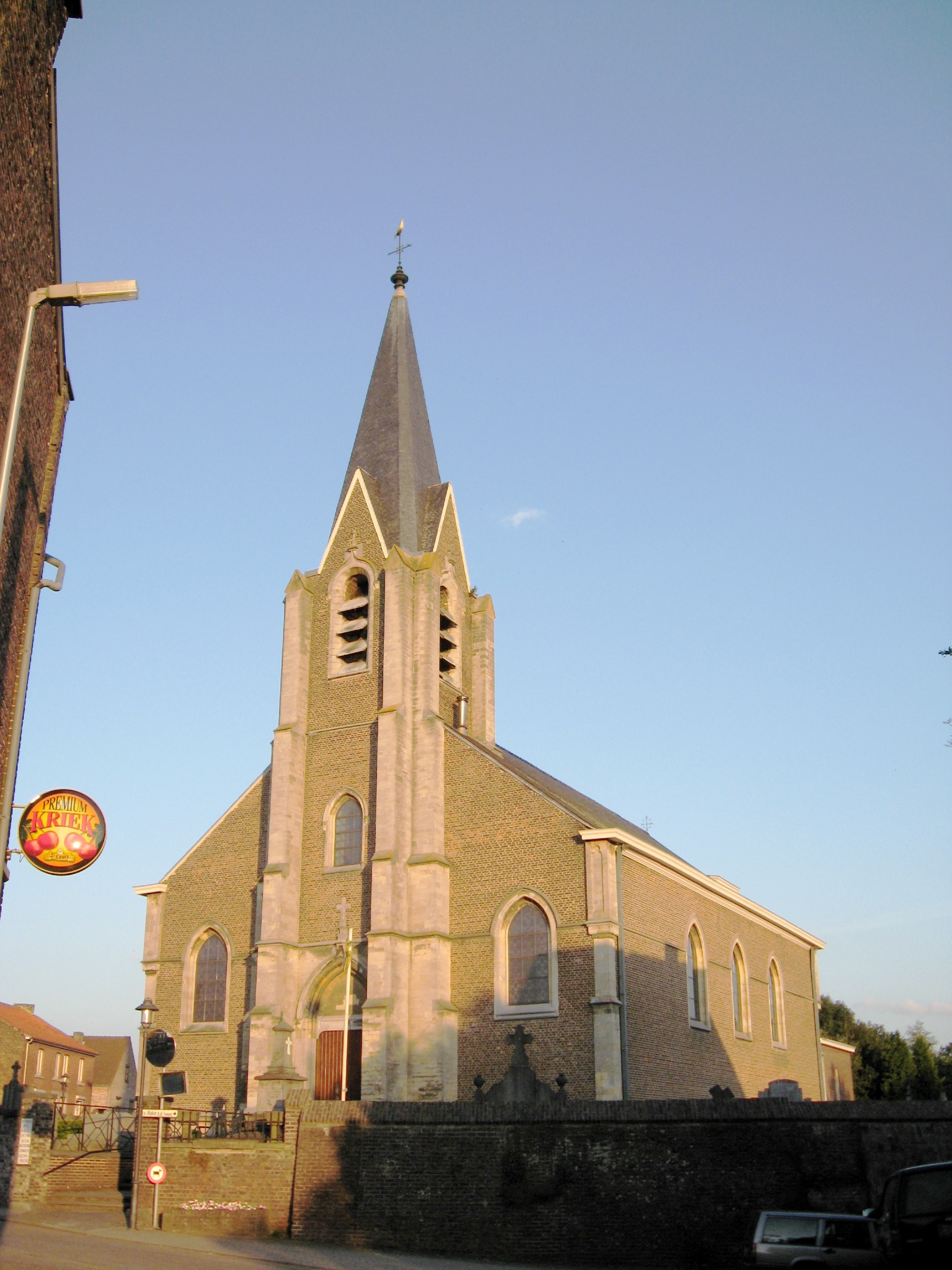
De Heilige Kruisvindingskerk

- De Heilige Kruisvindingskerk, een neogotisch bouwwerk uit 1845.
- De Dubbelmolen, een dubbele watermolen op de Jeker, waarvan een deel zich in Mal, en een ander deel zich, op de andere oever, in Nerem bevindt.
- Een wegkapelletje aan de Landbroekweg te Klein-Mal, gebouwd in 1737.
- Enkele monumentale vierkantshoeven.

## Natuur en landschap
Mal is gelegen op de grens van vochtig- en droog-Haspengouw, op de linkeroever van de Jeker. De hoogte bedraagt 85 tot 112 meter. Ten westen van Mal ligt een uitgestrekt natuurgebied, het Landschapspark van de Oostelijke Jeker, bestaande uit moerassige biotopen. Verder van de Jeker af is de bodem vooral voor de landbouw in gebruik, waarbij vooral granen en suikerbieten worden geteeld.

## Nabijgelegen kernen
Sluizen, Nerem, Ketsingen, Berg